# ハチノヘトウヒレン
ハチノヘトウヒレン（八戸塔飛廉、学名：Saussurea neichiana）は、キク科トウヒレン属の多年草。

## 特徴
茎は直立し、高さは40-80cmになり、上部で1-6回分枝する。茎の径は8mmになり、まばらにくも毛があり、発達した翼がありしばしば鋸歯縁となることがある。花時には根出葉は存在しない。葉は互生し、茎の下部につく葉は革質で、葉身は卵形から狭卵形になり、長さ9-12cm、幅7-9cm、先は鋭頭、基部は心形、縁に粗い鋭い鋸歯がある。葉の表面に褐色の細毛があり、裏面は無毛になる。長さ7-11cmになる葉柄があり、翼がある。茎の上部につく葉は小型になり、葉柄は短く、広い翼がある。
花期は9月。頭状花序は散房状に2-5個が密集してつき、花柄は5-20mmと短く、鋭角的に伸びる。総苞は長さ15-17mm、径12-18mmになる鐘形で、まばらにくも毛がある。総苞片は8列あり、片は鋭角的に斜上するか、圧着し、総苞外片は狭卵形から長卵形になり、長さ5-12mmで内片の半分の長さ、先は鋭形で尾状に長く伸びない。頭花は筒状花のみからなり、花冠の長さは12-13mm、色は淡紅紫色になる。果実は長さ6mmになる痩果で、わら色で紫色の条と斑点がある。冠毛は2輪生で、落ちやすい外輪は長さ3-5mm、花後にも残る内輪は長さ9-11mmになる。

## 分布と生育環境
日本固有種。本州の東北地方、青森県八戸市の特産植物で、八戸市の太平洋に面した風衝草原に生育する。革質の葉はこのような海岸の風衝草原の環境に適応したもの考えられる。

## 名前の由来
ハチノヘトウヒレンは、「八戸塔飛廉」のことで、八戸市の特産種であるため。基準産地は青森県八戸市小舟渡であり、種差海岸に属している。種小名（種形容語）neichiana は、本種の発見者であり地元の植物研究家である根市益三による。門田裕一（国立科学博物館）によって、北上山地に分布するナンブトウヒレン Saussurea sugimurae Hondaとは独立する新種として、2008年に命名記載された。

## ギャラリー
- 頭花は散房状に密につく。総苞にまばらにくも毛があり、総苞片は鋭角的に斜上する。
- 花冠は淡紅紫色になる。
- 茎下部の葉。質は革質、葉柄に翼がある。